# Corticaria kabakovi
Corticaria kabakovi là một loài bọ cánh cứng trong họ Latridiidae. Loài này được Saluk miêu tả khoa học năm 1992.